# Iguatu (Ceará)
Iguatu is een gemeente in de Braziliaanse deelstaat Ceará. De gemeente telt 102.614 inwoners (schatting 2017).
De plaats is de zetel van het rooms-katholieke bisdom Iguatu.

## Aangrenzende gemeenten
De gemeente grenst aan Acopiara, Cariús, Cedro, Icó, Jucás, Orós en Quixelô.

## Geboren
- Eleazar de Carvalho (1912-1996), componist en dirigent